# Sœurs de la Sainte Famille de Vérone
Ne doit pas être confondu avec Petites sœurs de la Sainte Famille (Vérone).
Les sœurs de la Sainte Famille de Vérone (en latin : Congregationis sororum a Sacra Familia Veronae) est une congrégation religieuse féminine enseignante de droit pontifical.

## Historique
Après avoir établi les bien-aimées de Jésus (Dilette di Gesù) avec le père Nicolas Paccanari et collaboré avec Madeleine de Canossa pour l'organisation des filles de la Charité Canossiennes ; Léopoldine Naudet (1773-1834) fonde le 9 novembre 1816 à Vérone une nouvelle famille religieuse spécialement dédiée à la prière contemplative et à l'éducation des jeunes filles nobles en pensionnat.
Les sœurs de la Sainte Famille se consacrent aussi à la préparation à la première communion des filles hors du pensionnat et ouvrent une maison de retraite spirituelle pour femmes dans leur couvent. Après l'annexion de la Vénétie au royaume d'Italie (1866), la congrégation est supprimée, elles survivent en abandonnant la clôture religieuse et en se divisant en petites communautés, commençant à se consacrer aux jardins d'enfants, aux écoles, aux orphelinats et aux oratoires.
L'institut est reconnu de droit pontifical le 20 décembre 1833 et ses constitutions religieuses reçoivent l'approbation du Saint-Siège le 8 septembre 1948. Très longtemps présente uniquement en Italie, la congrégation ouvre une maison en 1986 au Brésil.

## Activités et diffusion
Les sœurs de la Sainte Famille se dédient principalement à l'enseignement.
Elles sont présentes en Italie, au Brésil, au Mozambique et aux Philippines.
La maison-mère est à Vérone.
En 2017, la congrégation comptait 84 sœurs dans 20 maisons.